# Kyo (karate)
Kyo (efekt kyo) - w karate tradycyjnym termin określający chwilowy stan umysłu bądź ciała uniemożliwiający obronę.
Rozróżniamy dwie podstawowe grupy kyo. Pierwsza z nich to kyo mentalne (psychiczne) należą do niego:
- źle skoncentrowana uwaga nasza bądź przeciwnika,
- niestabilne emocje, gdy przeciwnik jest zły bądź rozdrażniony,
- utrata woli walki.

Druga grupa to kyo fizyczne i do niego należą:
- moment między technikami, kiedy przeciwnik bądź my nie jesteśmy w stanie się skutecznie bronić,
- moment pomiędzy początkiem a końcem techniki, kiedy stan ciała i umysłu nie pozwala na wykonanie innego niż zamierzony ruch,
- utrata równowagi na skutek podcięć, wytrąceń, potknięcia się, bądź utraty stabilności postawy.

Wszystkie te elementy można wywołać u przeciwnika poprzez odpowiednie taktyki walki: kake-waza, oji-waza, shikake-waza. W toku treningu adept karate uczony jest stopniowo wykorzystywania wyżej wymienionych sposobów uzyskiwania w przeciwniku stanu wyłączenia umysłu bądź ciała, czyli uzyskiwania kyo.